# 妙卡

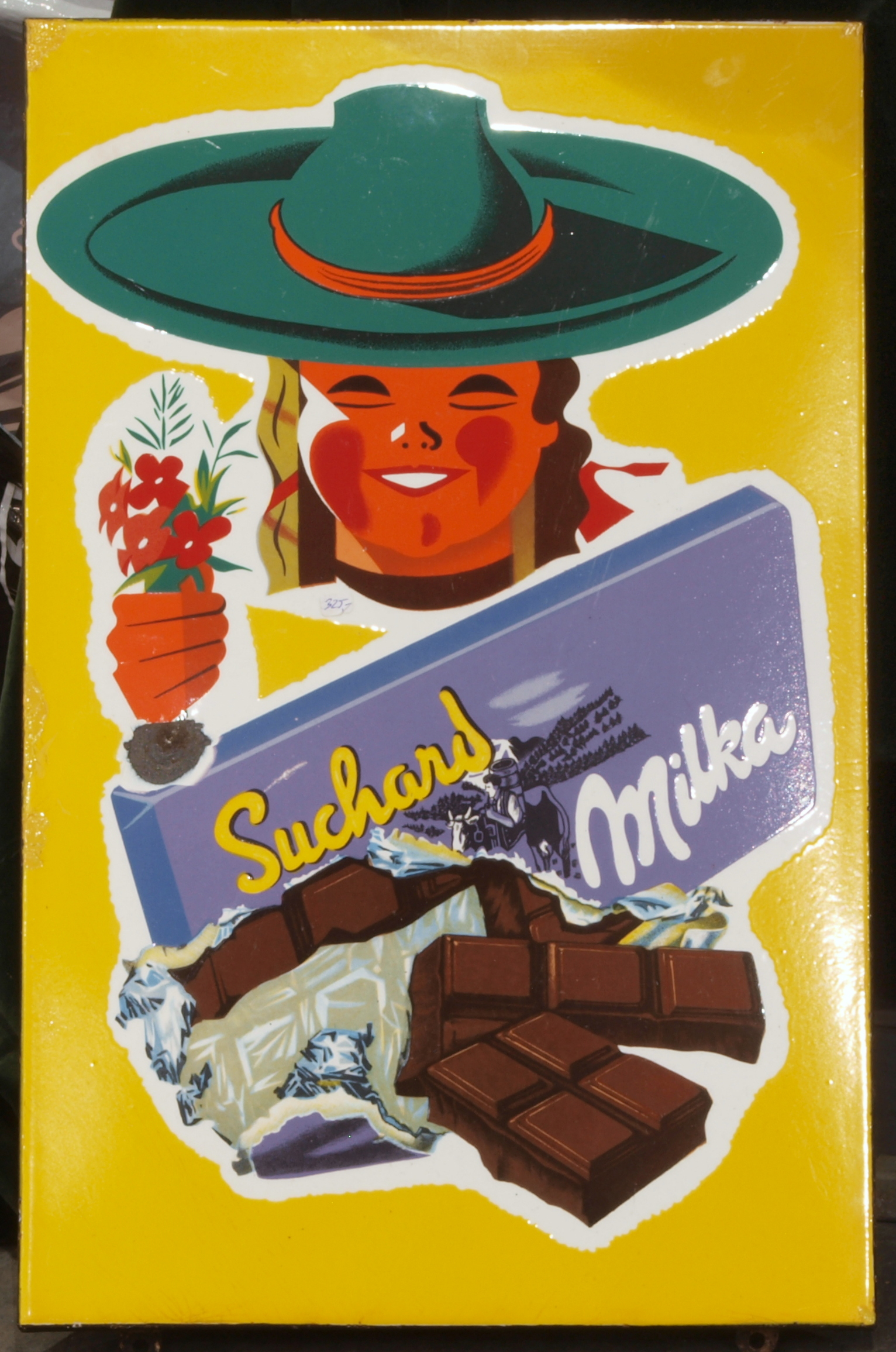
妙卡巧克力廣告海報

妙卡（德語：Milka）是德国一个巧克力的品牌，现于億滋國際旗下经营。销售各式巧克力，以牛奶巧克力为主。吉祥物是一隻淺紫色的牛。

## 历史
妙卡由著名的瑞士巧克力商人菲利普·叙沙尔创办。1970年与三角巧克力公司合并成立Interfood，1982年与Jacobs咖啡合并成立Jacobs Suchard公司。最终于1990年被卡夫食品公司收购。通常认为该品牌名称来源于德语的“牛奶”、“可可”（Milch, Kakao）两词前段的合并。